# Marjona Malikova

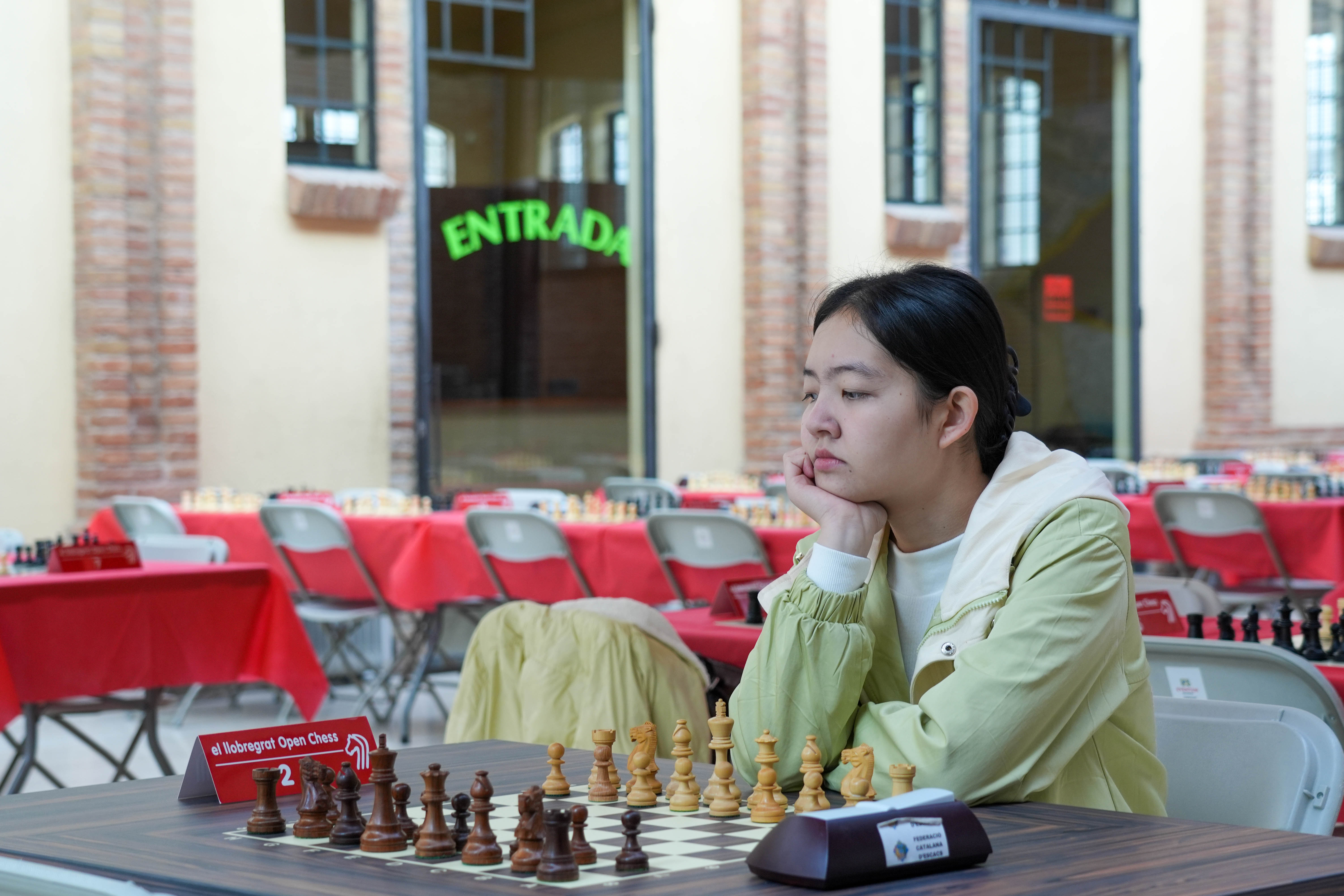
Marjona Malikova

Marjona Abdumajid qizi Malikova (geboren am 17. Juli 2002 in Oqdaryo tumani, Provinz Samarqand, Usbekistan) ist eine usbekische Schachspielerin, die im Jahr 2023 den Titel einer Internationalen Meisterin der Frauen erlangte. Sie ist Mitglied der usbekischen Nationalmannschaft im Schach. Sie gewann 2019 gewann die usbekische Fraueneinzelmeisterschaft im Schach und nahm an der Schacholympiade 2022 teil.

## Leben
Seit 2017 nimmt sie an großen Turnieren teil. In diesem Jahr erreichte sie bei der Asienmeisterschaft in Taschkent den zweiten Platz und nahm auch am internationalen Schachturnier Qarshi-Open in Qarshi teil.
Im Jahr 2018 nahm Marjona an der Westasiatischen Ländermeisterschaft in Taschkent teil und belegte den fünften Platz. Im selben Jahr gewann sie die Landesmeisterschaft im Schach für Schüler und holte auch die Silbermedaille bei der usbekischen Meisterschaft für Mädchen unter 16 Jahren in Taschkent.
Im Jahr 2019 fand die Asiatische Meisterschaft im Schach ebenfalls in Taschkent statt, bei der Malikova die Silbermedaille gewann. Im selben Jahr wurde sie usbekische Frauenmeisterin. Im Jahr 2020 belegte sie auch den ersten Platz beim Anarkulov-Gedenkturnier in Samarqand. Allerdings erreichte sie im Jahr 2021 bei der usbekischen Frauenmeisterschaft nur den sechsten Platz, während sie im Jahr 2022 den vierten Platz belegte.
Das usbekische Schachteam nahm unter der Leitung von Marjona Malikova an der Schacholympiade 2022 teil. Von sieben Partien gewann sie drei und spielte einmal unentschieden. Für ihre Teilnahme an der Schacholympiade wurde Marjona Malikova mit der Medaille "Kelajak bunyodkori" (Schöpfer der Zukunft) ausgezeichnet.
Im Jahr 2023 erhielt sie den Titel einer Internationalen Meisterin der Frauen. Ihre höchste Elo-Zahl war 2055 im August 2023.